# Tokyo (Gaia)
Tokyo è un singolo della cantautrice italiana Gaia, scritto dalla stessa cantante con Drast, pubblicato il 10 novembre 2023.

## Accoglienza
Fabio Fiume di All Music Italia assegna al brano un punteggio di 6,5 su 10, scrivendo che la cantante «mette da parte tutta la sua matrice brasiliana e si concede ad un pop elettronico decisamente più europeo», trovando che il brano manchi di uno special che «avrebbe dato un senso di completezza maggiore», trovando il brano troppo corto nei tempi. Fiume apprezza le doti vocali, poiché «non somiglia a nessun’altra né come timbro vocale, né nel modo di stare sul tempo». Newsic.it definisce il brano «ammaliante», impostato su un «beat ben costruito, con un ritmo contemporaneo e internazionale».

## Video musicale
Il video, diretto da Amedeo Zancanella, è stato pubblicato in concomitanza del lancio del singolo sul canale YouTube della cantante.

## Tracce
Testi di Gaia Gozzi e Marco De Cesaris, musiche di Pietro Paroletti e Marco De Cesaris.
1. Tokyo – 2:43